# Tony Rothman
Tony Rothman (* 24. April 1953) ist ein US-amerikanischer theoretischer Physiker, Sachbuch- und Science-Fiction-Autor.

## Leben
Rothman ist der Sohn des Physikers und Science-Fiction-Autors Milton A. Rothman (1919–2001). Rothman studierte am Swarthmore College (Bachelor 1975) und wurde 1981 an der University of Texas at Austin in Astrophysik promoviert. Gleichzeitig studierte er Russisch unter anderem an der Universität Leningrad. Als Post-Doktorand war er an der Universität Oxford, der Lomonossow-Universität in Moskau und der University of Cape Town. Er war 1990 bis 1992 Lecturer an der Harvard University, lehrte an der Illinois Wesleyan University, dem Bryn Mawr College und zuletzt an der Princeton University. Als Physiker befasste er sich vor allem mit Kosmologie, mit extremalen schwarzen Löchern und der Beobachtbarkeit von Gravitonen.
1983 erhielt er den Lester Randolph Ford Award für seinen Aufsatz über Evariste Galois. Bereits 1981 erhielt er gemeinsam mit Richard Matzner und Tsvi Piranden den Analog Award für Demythologizing the Black Hole.
Er schrieb unter anderem für Scientific American (bei denen er auch 1988/89 Mit-Herausgeber war), veröffentlichte mehrere populärwissenschaftliche Bücher und ist Autor von Science-Fiction und Theaterstücken. Er war wissenschaftlicher Herausgeber der englischen Ausgabe der Memoiren von Andrei Sacharow.

## Bibliografie
Belletristik
- The world is round (Ballantine 1978, Science-Fiction)
  - Deutsch: Die Welt ist rund. Übersetzt von Gottfried Feidel. Heyne-Science-fiction & Fantasy #4058, 1984, ISBN 3-453-31001-2.
- Censored Tales (Pan Macmillan 1989, Kurzgeschichten über Russland)
- Firebird (Wildside Press 2013, Science-Fiction)
- Course of Fortune : A Novel of the Great Siege of Malta (iBooks 2015)

Sachliteratur
- Frontiers of modern physics: new perspectives on cosmology, relativity, black holes, and extraterrestrial intelligence (Dover 1985)
- The short life of Évariste Galois (Freeman 1987)
- Science à la mode: physical fashions and fictions (Princeton University Press 1989, Paperback 1991, Essaysammlung)
- A physicist on Madison Avenue (Princeton University Press 1991, Essaysammlung, wurde für den Pulitzer-Preis nominiert)
- Instant physics: from Aristotle to Einstein, and beyond (Ballantine Books 1995)
- Doubt and Certainty: the celebrated academy (Basic Books 1998, mit E. C. G. Sudarshan)
- Everything's relative and other fables from science and technology (Wiley 2003)
- Sacred Mathematics: Japanese Temple Geometry (Princeton University Press 2008, mit Fukagawa Hidetoshi, gewann den Association of American Publishers Award for Professional and Scholarly Excellence in Mathematics 2008)
- Physics mastery for advanced high school students : complete physics review with 400 SAT and AP physics questions (CreateSpace 2016)
- A Little Book about the Big Bang (Harvard University Press 2022)
  - Deutsch: Ein kleines Buch über den Ursprung des Universums. Übersetzt von Monika Niehaus und Bernd Schuh. Rowohlt, Hamburg 2023, ISBN 978-3-499-01102-3.